# 扬天电脑
扬天电脑是联想公司商用台式产品系列之一，仅在中国大陆地区销售。主要面向中小企业、零散商用采购及四－六级城市的政府和教育采购客户。
扬天电脑在2003年推出，在2005年正式成为联想商用台式产品的主力产品线之一，扬天电脑包括A、M、E、T四大产品系列，分别面向不同采购需求的客户。
- 2005年扬天电脑占据中国大陆地区中小企业台式PC市场份额的32%。
- 2006年扬天电脑占据中国大陆地区中小企业台式PC市场份额的40%。